# Rheinländische Badmintonmeisterschaft
Rheinländische Badmintonmeisterschaften werden seit der Saison 1957/58 ausgetragen. Sie stellten in den ersten Jahren die zweithöchste Meisterschaftsebene im Badminton in Deutschland dar und waren die direkte Qualifikation für die deutschen Meisterschaften. Mit der Einführung der Südwestdeutschen Badmintonmeisterschaften in der Saison 1961/62 wurden die Titelkämpfe um eine Ebene tiefergestellt.

## Titelträger
| Saison    | Herreneinzel                        | Dameneinzel                      | Herrendoppel                                                            | Damendoppel                                                       | Mixed                                                                 |
| --------- | ----------------------------------- | -------------------------------- | ----------------------------------------------------------------------- | ----------------------------------------------------------------- | --------------------------------------------------------------------- |
| 1957 1985 | keine Daten                         | keine Daten                      | keine Daten                                                             | keine Daten                                                       | keine Daten                                                           |
| 1986      | Jörg Hattingen (SV Unkel)           | Hildegard O’Neill (VfB Linz)     | Fernando Poyatos (SV Unkel) Dieter Prax (SV Unkel)                      | Hildegard O’Neill (VfB Linz) Eva Birlo (BC Remagen)               | Toni Poyatos (SV Unkel) Brigitte Prax (SV Unkel)                      |
| 1987      |                                     | Hildegard O’Neill (VfB Linz)     | Udo Blümel (VfB Linz) Rainer Mustroph (VfB Linz)                        | Bröhl (SV Unkel) Brigitte Prax (SV Unkel)                         | Dirk Schlebach (VfB Linz) S. Rönneper (VfB Linz)                      |
| 1988 1990 | keine Daten                         | keine Daten                      | keine Daten                                                             | keine Daten                                                       | keine Daten                                                           |
| 1991      | Fernando Poyatos (SV Unkel)         | Iris Rupprecht (BC Trier)        | Fernando Poyatos (SV Unkel) Günter Fabritius (SV Unkel)                 | Ines Wegner (VfB Linz) Sabine Rönneper (VfB Linz)                 | Dirk Schlebach (VfB Linz) Ines Wegner (VfB Linz)                      |
| 1992      | Thorsten Scholtz (VfB Linz)         | Zornitza Pavlova (SV Unkel)      | Dirk Schlebach (VfB Linz) Udo Blümel (VfB Linz)                         | Ines Wegner (VfB Linz) Sabine Schlebach (VfB Linz)                | Dirk Schlebach (VfB Linz) Ines Wegner (VfB Linz)                      |
| 1993      | Thorsten Scholtz (VfB Linz)         |                                  |                                                                         |                                                                   |                                                                       |
| 1994      | Jörg Mann (SV Unkel)                | Katharina Prax (SV Unkel)        | Dirk Schlebach (SV Unkel) Toni Poyatos (SV Unkel)                       | Petra Poyatos (SV Unkel) Mechtild Künstler (SV Unkel)             | Dirk Schlebach (SV Unkel) Mechtild Künstler (SV Unkel)                |
| 1995      | Jörg Mann (SV Unkel)                | Katharina Prax (SV Unkel)        | Dirk Zimmer (VfB Linz) Rainer Mustroph (VfB Linz)                       | Franziska Prax (SV Unkel) Katharina Prax (SV Unkel)               | Dirk Schlebach (SV Unkel) Katharina Prax (SV Unkel)                   |
| 1996 1997 | keine Daten                         | keine Daten                      | keine Daten                                                             | keine Daten                                                       | keine Daten                                                           |
| 1998      | Bernd Mockenhaupt (TV Niederbieber) | Franziska Prax (SV Unkel)        | Bernd Mockenhaupt (TV Niederbieber) Kai Sauerland (BC Remagen)          | Franziska Prax (SV Unkel) Katharina Prax (SV Unkel)               | Kai Sauerland (BC Remagen) Julia Jackowski (BC Remagen)               |
| 1999      | Bernd Mockenhaupt (TV Niederbieber) | Franziska Prax (SV Unkel)        | Bernd Mockenhaupt (TV Niederbieber) Kai Sauerland (BC Remagen)          | Franziska Prax (SV Unkel) Katharina Prax (SV Unkel)               | Bernd Mockenhaupt (BC Remagen) Mareike Rinke (BC Remagen)             |
| 2000 2002 | keine Daten                         | keine Daten                      | keine Daten                                                             | keine Daten                                                       | keine Daten                                                           |
| 2003      | Bernd Mockenhaupt (BC Remagen)      | Franziska Prax (BSG Unkel-Linz)  | Bernd Mockenhaupt (BC Remagen) Dominik Kortus (BC Remagen)              | Franziska Prax (BSG Unkel-Linz) Simone Kortus (BC Remagen)        | Sascha Kresin (BSG Unkel-Linz) Maria Holkenbrink (BSG Unkel-Linz)     |
| 2004      | Bernd Mockenhaupt (BC Remagen)      | Anne Zimmermann (BC Remagen)     | David Urmersbach (BC Remagen) Oliver Schubert (BC Remagen)              | Franziska Prax (BSG Unkel-Linz) Simone Kortus (BC Remagen)        | Bernd Mockenhaupt (BC Remagen) Mareike Rinke (BC Remagen)             |
| 2005      |                                     |                                  | Skender Bunjaku (BSG Unkel-Linz) Markus Stollberg (BSG Unkel-Linz)      | Franziska Prax (BSG Unkel-Linz) Vanessa Rinke (BSG Unkel-Linz)    |                                                                       |
| 2006      | Bernd Mockenhaupt (BC Remagen)      | Franziska Prax (BSG Unkel-Linz)  | David Urmersbach (BC Remagen) Oliver Schubert (BC Remagen)              | Heike Voigt (BC Smash Betzdorf) Simone Kortus (BC Remagen)        | Skender Bunjaku (BSG Unkel-Linz) Markus Stollberg (BSG Unkel-Linz)    |
| 2007      | Bernd Mockenhaupt (BC Remagen)      | Franziska Prax (BSG Unkel-Linz)  | Skender Bunjaku (BSG Unkel-Linz) Markus Stollberg (BSG Unkel-Linz)      | Franziska Prax (BSG Unkel-Linz) Sarah Kämpf (BSG Unkel-Linz)      | Fernando Poyatos (BSG Unkel-Linz) Franziska Prax (BSG Unkel-Linz)     |
| 2008      | Thomas Knaack (BC Smash Betzdorf)   | Arzane Bunjaku (BSG Unkel-Linz)  | Markus Stollberg (BSG Unkel-Linz) Skender Bunjaku (BSG Unkel-Linz)      | Arzane Bunjaku (BSG Unkel-Linz) Vjollce Bunjaku (BSG Unkel-Linz)  | Markus Stollberg (BSG Unkel-Linz) Vjollce Bunjaku (BSG Unkel-Linz)    |
| 2009      | Benjamin Woll (BSG Trier)           | Arzane Bunjaku (BSG Unkel-Linz)  | Fernando Poyatos (BSG Unkel-Linz) Thushara Edirisinghe (BSG Unkel-Linz) | Katja Michalowsky (BSG Unkel-Linz) Sarah Kämpf (BSG Unkel-Linz)   | Thushara Edirisinghe (BSG Unkel-Linz) Arzane Bunjaku (BSG Unkel-Linz) |
| 2010 2013 | keine Daten                         | keine Daten                      | keine Daten                                                             | keine Daten                                                       | keine Daten                                                           |
| 2014      | Lennart Konder (BC Remagen)         | Ina Vermaßen (TB Andernach)      | Fabian Bender (TB Andernach) Michael Nonn (TB Andernach)                | Ina Vermaßen (TB Andernach) Teresa Rondorf (TB Andernach)         | Max Stage (BC Remagen) Ina Vermaßen (TB Andernach)                    |
| 2015      | nicht ausgetragen                   | nicht ausgetragen                | nicht ausgetragen                                                       | nicht ausgetragen                                                 | nicht ausgetragen                                                     |
| 2016      | Max Stage (BC Remagen)              | Nicole Nonn (TB Andernach)       | Thilo Mund (BC Remagen) Tobias Mund (BC Remagen)                        | Sarah Kämpf (BC Remagen) Teresa Rondorf (BC Remagen)              | Thilo Mund (BC Remagen) Sarah Kämpf (BC Remagen)                      |
| 2017      | Tobias Mund (BC Remagen)            | Nicole Nonn (TB Andernach)       | Thilo Mund (BC Remagen) Tobias Mund (BC Remagen)                        | Nicole Nonn (TB Andernach) Ina Vermaßen (TB Andernach)            | Thilo Mund (BC Remagen) Sarah Kämpf (BC Remagen)                      |
| 2018      | nicht ausgetragen                   | nicht ausgetragen                | nicht ausgetragen                                                       | nicht ausgetragen                                                 | nicht ausgetragen                                                     |
| 2019      | Michael Nonn (TB Andernach)         | Nicole Nonn (TB Andernach)       | Eike Klitsch (BC Niederlützingen) Stefan Horn (BC Niederlützingen)      | Felicitas Andre (FSV Trier-Tarforst) Vivian Wölwer (TB Andernach) | Vincent Wansorra (BC Remagen) Nicole Nonn (TB Andernach)              |
| 2020      | nicht ausgetragen                   | nicht ausgetragen                | nicht ausgetragen                                                       | nicht ausgetragen                                                 | nicht ausgetragen                                                     |
| 2021      | Max Stage (BC Remagen)              | Antonia Remakulus (TB Andernach) | Max Stage (BC Remagen) Oliver Schmidt (BC Remagen)                      | Sarah Kämpf (BC Remagen) Ina Vermaßen (BC Remagen)                | Thilo Mund (BC Remagen) Sarah Kämpf (BC Remagen)                      |
| 2022      | Tobias Mund (BC Remagen)            | Antonia Remakulus (TB Andernach) | Oliver Schmidt (BC Remagen) Max Stage (BC Remagen)                      | Nina Becker (BC Remagen) Ina Vermaßen (BC Remagen)                | Thilo Mund (BC Remagen) Nina Becker (BC Remagen)                      |
| 2023      | Tobias Mund (BC Remagen)            | Antonia Remakulus (BC Remagen)   | Luca Nolte (TB Andernach) Vincent Wansorra (TB Andernach)               | Yasmin Chalgoum (TB Andernach) Mira Woog (BSC Güls)               | Thilo Mund (BC Remagen) Sarah Pinnen (BC Remagen)                     |
| 2024      | Thilo Mund (BC Remagen)             | Antonia Remakulus (BC Remagen)   | Michael Nonn (BC Remagen) Vincent Wansorra (TB Andernach)               | Nicole Nonn (TB Andernach) Antonia Remakulus (BC Remagen)         | Nicole Nonn (TB Andernach) Antonia Remakulus (BC Remagen)             |